# 莱茵河航运中央委员会

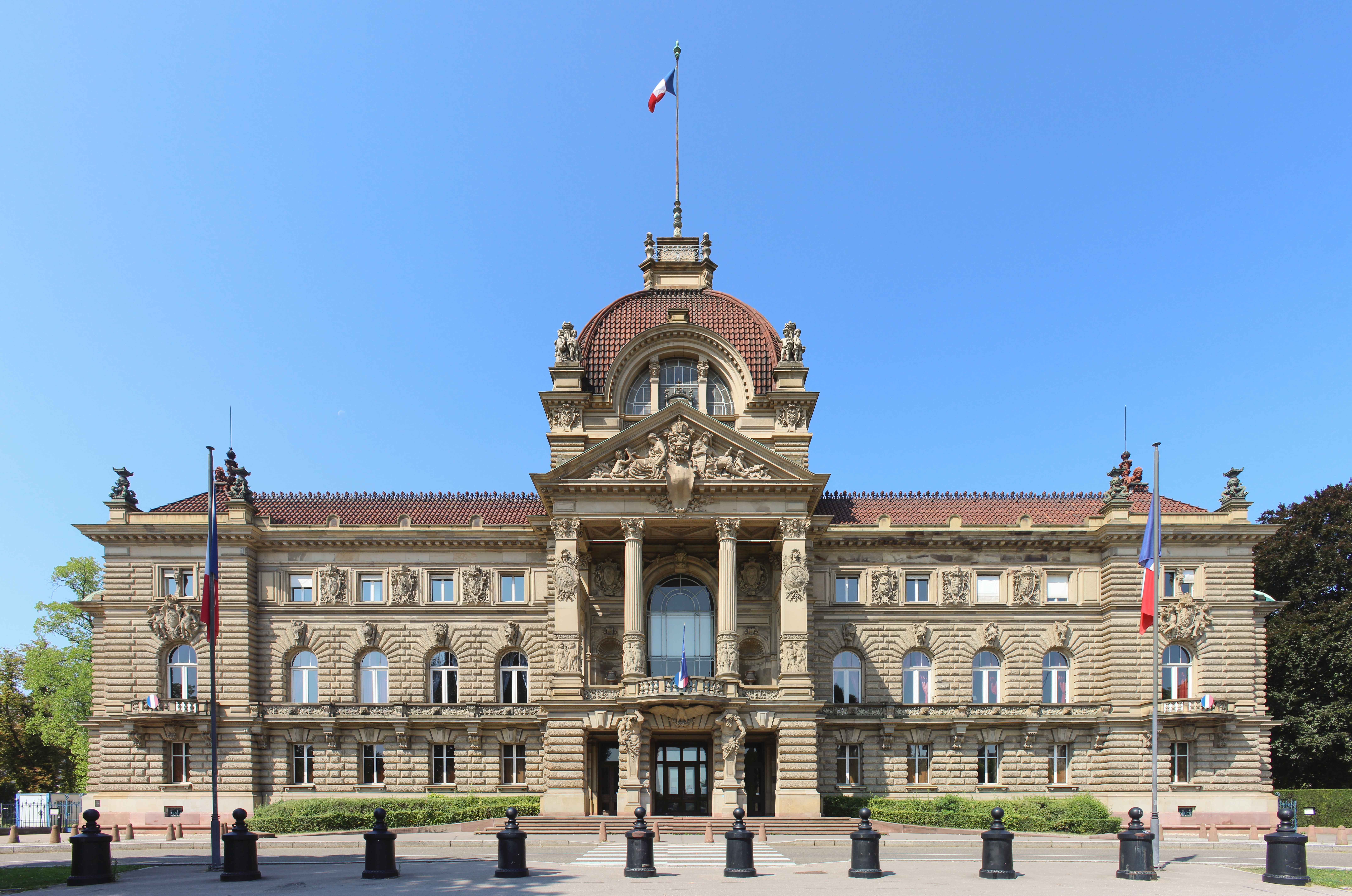
莱茵宫，CCNR总部

莱茵河航运中央委员会（法語：Commission Centrale pour la Navigation du Rhin；缩写：CCNR）是世界上历史最长的国际组织，其目的是保障莱茵河的环境和航运安全，以促进欧洲的繁荣。

## 秘书处
委员会总部和秘书处设在法国斯特拉斯堡原宫殿莱茵宫内，每年召开50次会议，秘书处只有18人。其他管理人员，包括船员，分散在莱茵河的各个航段上。

## 历史

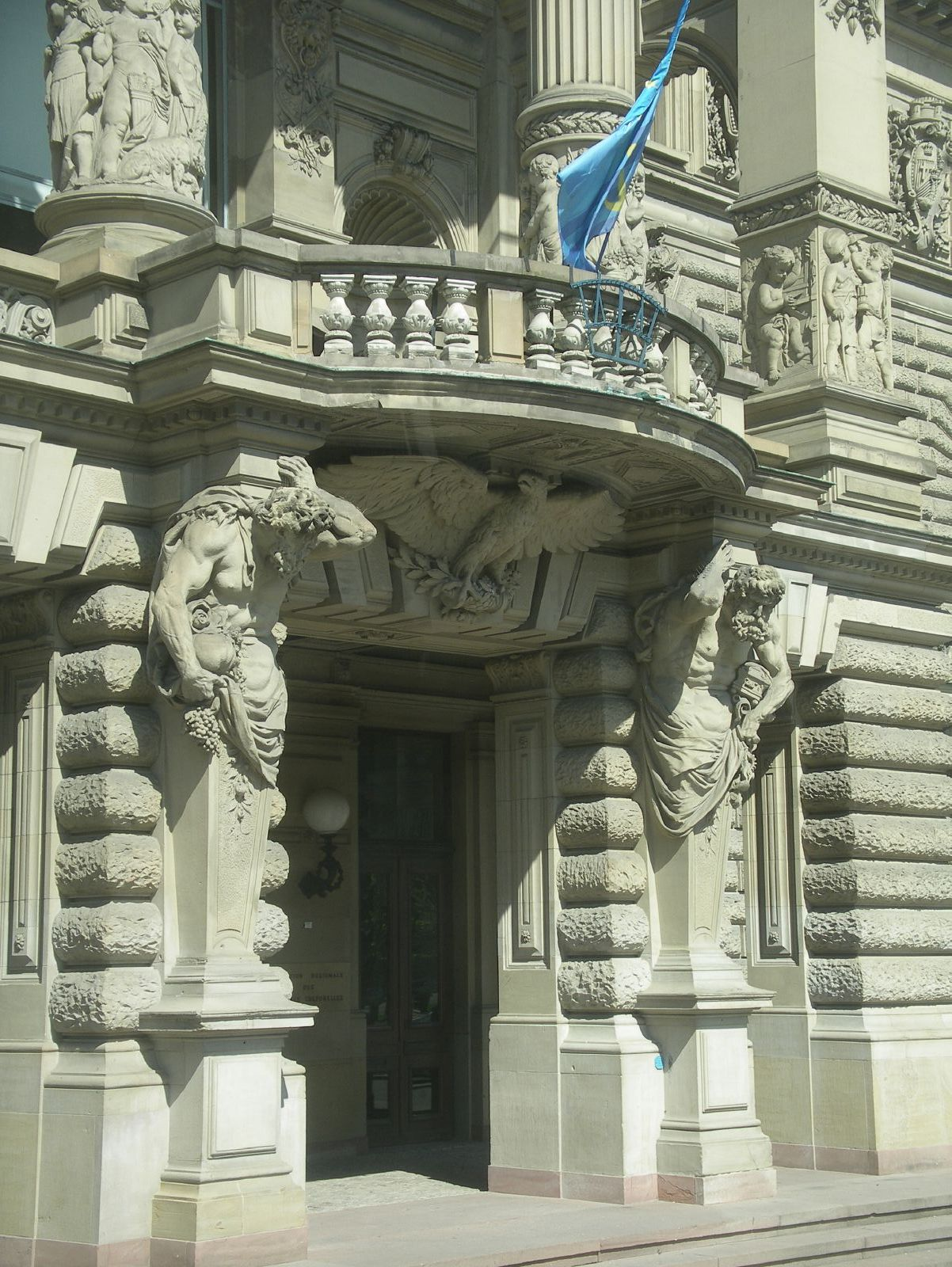
莱茵宫入口

1815年，拿破仑战争结束后召开的维也纳会议上，决定成立这个委员会，第一次会议于1816年8月15日在美因茨召开，确定了第一个管理莱茵河航运的美因茨协定。1861年，总部迁到曼海姆，1868年10月17日，又达成了曼海姆协定，基本原则一直延续至今。
曼海姆协定的成员国包括德国、比利时、荷兰、法国和瑞士，第二次世界大战刚结束时，德国被美国占领，美国临时参加过本委员会。
1963年11月20日，5个成员国和英国在斯特拉斯堡签署了新的修改协定，从1967年4月14日起生效到目前。
第一次世界大战结束后，根据《凡尔赛条约》，委员会总部于1920年迁移到法国斯特拉斯堡。